# Neotoma stephensi
Neotoma stephensi es una especie de roedor de la familia Cricetidae.

## Distribución geográfica
Se encuentra sólo en los Estados Unidos.  